# Frontino
Frontino (im lokalen Dialekt: Frontìn) ist eine italienische Gemeinde mit 294 Einwohnern (Stand 31. Dezember 2023) in der Provinz Pesaro und Urbino, in der Region Marken. Die Gemeinde liegt etwa 45 Kilometer westsüdwestlich von Pesaro und etwa 23 Kilometer westnordwestlich von Urbino am Parco naturale regionale del Sasso Simone e Simoncello und gehört zur Comunità montana del Montefeltro und ist Mitglied der Vereinigung I borghi più belli d’Italia (Die schönsten Orte Italiens).